# 三好長家
三好 長家（みよし ながいえ）は、戦国時代の武将。軍記物語では勝長と記されるが、勝長と名乗っている一次史料は存在しない。

## 概要
大永7年（1527年）2月の桂川合戦に長家・政長兄弟が参戦しており、『細川両家記』によれば、その活躍は樊噲・張良に並ぶほどであったと称賛されている。